# Connectivopatia
Una connectivopatia o malaltia de teixit connectiu és qualsevol malaltia en que s'afecta els teixits connectius del cos. El teixit connectiu és qualsevol tipus de teixit biològic amb una extensa matriu extracel·lular que suporta, uneix i protegeix els òrgans. Aquests teixits formen un marc o matriu per al cos i es componen de dues molècules de proteïnes estructurals principals: el col·lagen i l'elastina. Hi ha molts tipus diferents de proteïnes de col·lagen en cadascun dels teixits del cos. L'elastina té la capacitat d'estirar i tornar a la seva longitud original, com una molla o una goma. L'elastina és el principal component dels lligaments (teixits que uneixen os a l'os) i la pell. En pacients amb connectivopatia, és habitual que el col·lagen i l'elastina es lesionin per la inflamació. Moltes malalties del teixit connectiu presenten una activitat anormal del sistema immunitari amb inflamació en els teixits com a conseqüència d'un sistema immunitari dirigit contra els propis teixits corporals (autoimmunitat).
Les malalties en què l'afectació és del col·lagen es denominen, específicament, malalties del col·lagen. Les malalties vasculars decol·làgen poden ser (però no necessàriament) associades a anomalies de col·lagen i de vasos sanguinis i que són de naturalesa autoimmunitària. Vegeu també vasculitis.
Les malalties del teixit connectiu poden tenir factors causals hereditaris o ambientals.

## Trastorns hereditaris del teixit connectiu
- Síndrome de Marfan
- Síndrome d'Ehlers-Danlos
- Osteogènesi imperfecta
- Síndrome de Stickler
- Síndrome d'Alport
- Aracnodactília contractural congènita o síndrome de Beals
- Síndrome de Loeys-Dietz

## Trastorns autoimmunitaris del teixit connectiu
- Lupus eritematós sistèmic (LES)
- Artritis reumatoide
- Dermatomiositis
- Esclerodèrmia
- Síndrome de Sjögren
- Malaltia mixta del teixit connectiu o connectivopatia mixta
- Malaltia indiferenciada del teixit connectiu o connectivopatia indiferenciada
- Artritis psoriàsica

## Altres
- Malaltia de Peyronie
- Escorbut